# Meleagris

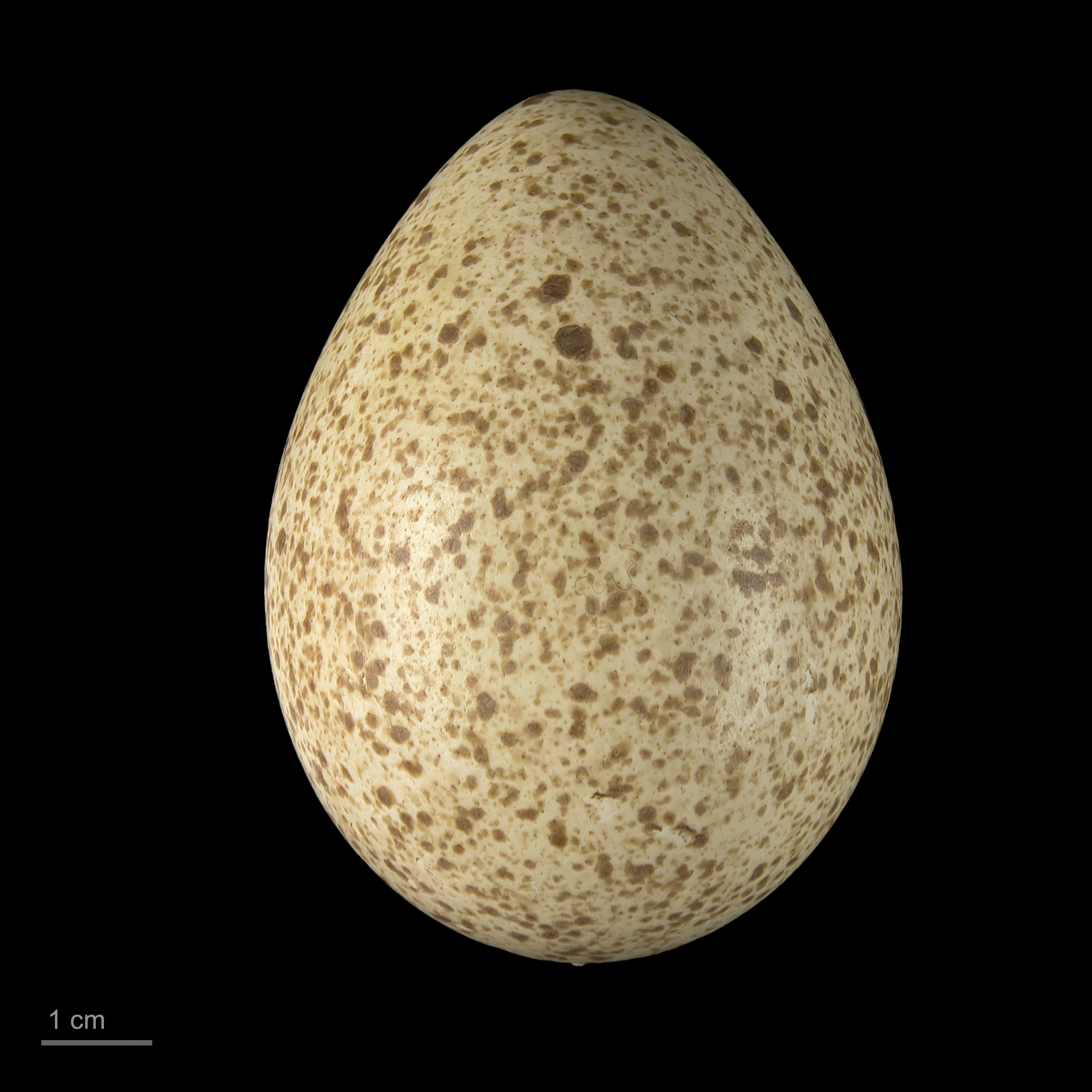
Meleagris gallopavo - MHNT

El pavo (Meleagris), también conocido como guajolote, pisco o chompipe es un clado de aves galliformes de la familia Phasianidae que incluye dos especies que habitan en América. El pavo salvaje o gallipavo (Meleagris gallopavo) es nativo de Estados Unidos y México, mientras que el pavo ocelado o de monte (Meleagris ocellata), también llamado kuts en lengua maya, es endémico de las selvas de la Península de Yucatán
Los machos de ambas especies de pavos tienen una característica carúncula carnosa que cuelga de la parte superior del pico. Se encuentran entre las aves más grandes de su área de distribución. Como ocurre con muchas aves grandes que se alimentan en el suelo (orden Galliformes), el macho es más grande y mucho más colorido que la hembra.
Los primeros pavos evolucionaron en Norteamérica hace más de 20 millones de años. Comparten un ancestro común reciente con urogallos, faisanes y otras aves. La especie del pavo salvaje es el antepasado del pavo doméstico, que fue domesticado hace aproximadamente 2.000 años por los pueblos indígenas. Fue este pavo domesticado el que posteriormente llegó a Eurasia, durante el intercambio colombino.

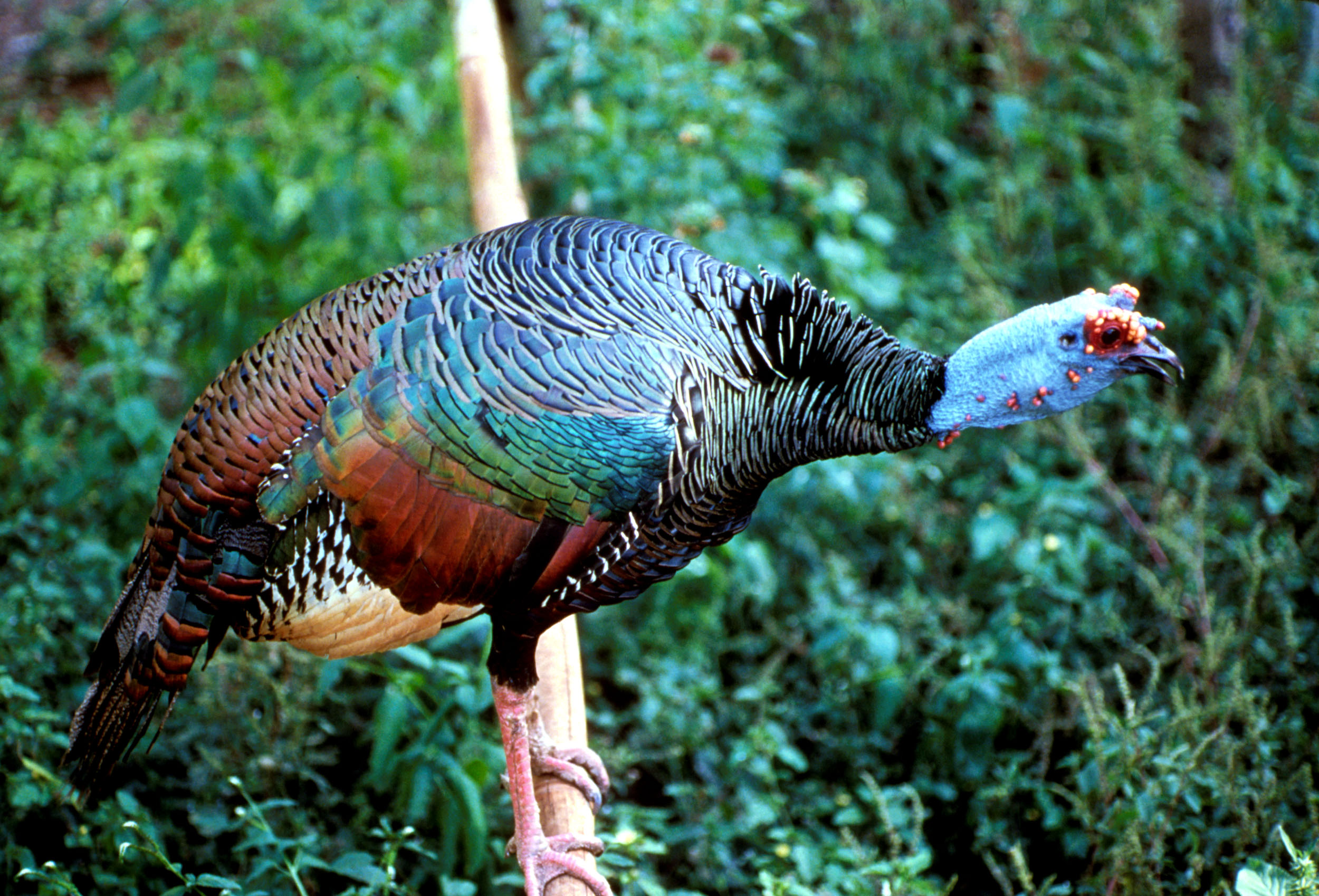
Un pavo ocelado macho (Meleagris ocellata) con la cabeza azul

## Descripción

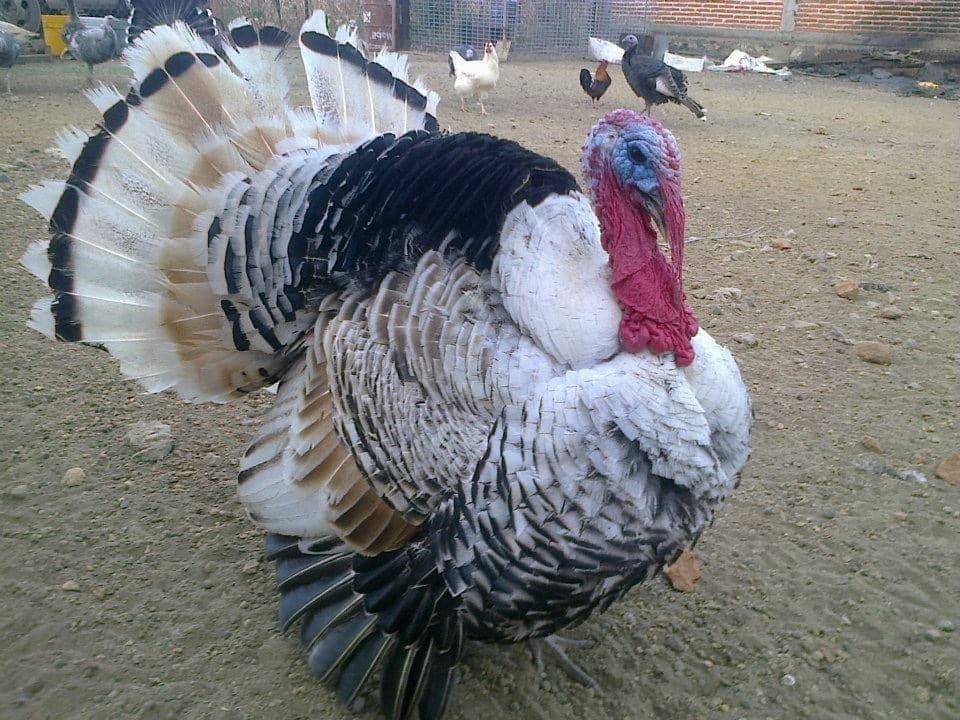
Pavo doméstico macho.

Tanto el macho como la hembra tienen la cabeza desnuda y un plumaje de color cobrizo, negro, castaño o blancuzco, pero el macho posee unas excrecencias carnosas, llamadas carúnculas, que cuelgan de la cabeza y el cuello, y un destacado mechón de plumas colgando del pecho. Miden hasta 1,17 m de largo, siendo las aves más grandes de los bosques en los que habitan y, como en la mayoría de las muchas especies de galliformes, el macho es más grande que la hembra y con más colorido.

## Comportamiento
Los pavos se alimentan mayormente de bellotas, otras semillas e insectos. En estado silvestre viven en grupos de hasta veinte individuos en lugares cercanos a árboles. Usualmente caminan, aunque también pueden volar. En estado salvaje los machos pesan entre 8 y 10 kg y las hembras entre 4 y 5 kg, pero los animales domesticados llegan a pesos mayores (15 kg los machos), ya que la selección por siglos y los diferentes procedimientos de reproducción y alimentación que tienden a lograr un rendimiento alto de carne para la alimentación humana.
Durante el cortejo el macho atrae a la hembra con sonidos y luego se esponja elevando sus plumas y abriendo la cola en abanico. La hembra fecundada pone de ocho a quince huevos en un nido oculto entre la vegetación, que luego los incuba entre veinticinco y treinta días hasta que salen los pollitos, los cuales aunque se alimentan por su cuenta, dependen de la protección de la madre.

## Historia

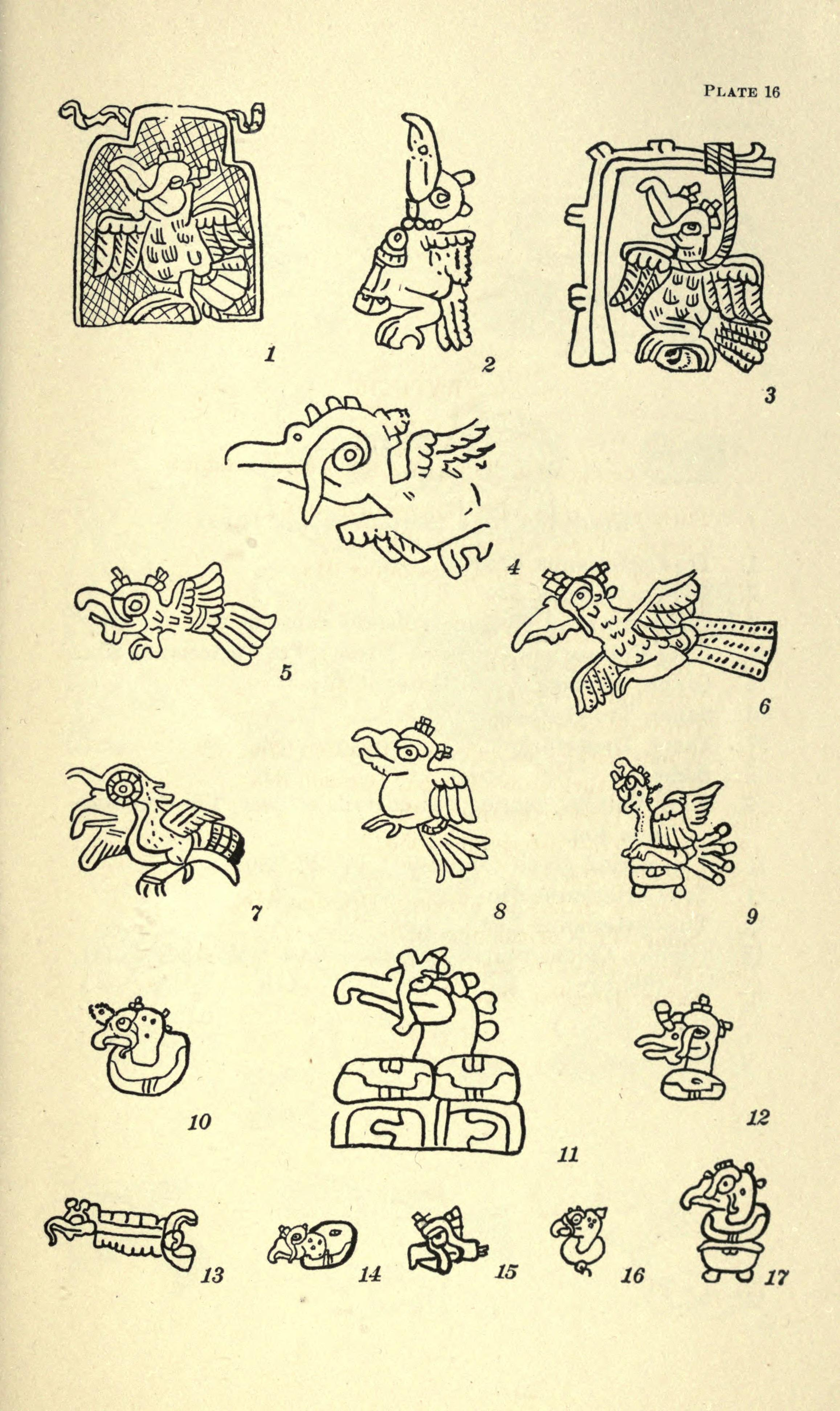
Representación de pavos ocelados en códices mayas según el libro de 1910, Animal figures in the Maya codices por Alfred Tozzer y Glover Morrill Allen

Es probable que los pavos fueran domesticados por primera vez en México precolombino, donde tuvieron una importancia cultural y simbólica. La palabra náhuatl clásico para designar al guajolote, huehxōlō-tl. (guajolote en español), todavía se utiliza en el México moderno, además del término general pavo. Los aristócratas y sacerdotes mayas parecen haber tenido una conexión especial con los pavos ocelados, con ideogramass de esas aves que aparecen en manuscritos mayas. Los cronistas españoles, entre ellos Bernal Díaz del Castillo y el padre Bernardino de Sahagún, describen la multitud de alimentos (tanto frutas y verduras crudas como platos preparados) que se ofrecían en los vastos mercados (tianguis) de Tenochtitlán, señalando que había tamaless de pavo, iguanas, chocolate, verduras, frutas y más.
Los pavos fueron primero exportados a Europa vía España alrededor de 1519, donde ganaron popularidad inmediata entre las clases aristocráticas. Los pavos llegaron a Inglaterra en 1541. Desde allí, los colonos ingleses llevaron pavos a Norteamérica durante el siglo XVII.

### Destrucción y reintroducción en Estados Unidos
En lo que hoy es Estados Unidos, se calcula que había unos 10 millones de pavos en el siglo XVII. En la década de 1930, sólo quedaban 30.000. En las décadas de 1960 y 1970, los biólogos empezaron a atrapar pavos salvajes de los pocos lugares donde quedaban (incluidos los Ozarks y Nueva York), y reintroduciéndolos en otros estados, como Minnesota y Vermont.  A partir de 2014, los investigadores enviaron una encuesta a los biólogos de vida silvestre del Comité Técnico de la Federación Nacional del Pavo Silvestre de todos los estados de Estados Unidos para recopilar datos relativos a la población de pavos. A partir de 2019, la población de pavos silvestres disminuyó alrededor de un 3% desde 2014. También a partir de 2019, el número de cazadores de pavos silvestres disminuyó en un 18% desde 2014 según los informes de los estados estadounidenses participantes.  En los datos de población de 2019 faltaba información de 12 estados y en los datos de cazadores de 2019 faltaba información de 8 estados.

## Nombres

Placa 1 de The Birds of America de John James Audubon, que representa a un pavo salvaje

### En español
En el idioma castellano, el nombre más común para esta ave es pavo, que proviene del latín pavus 'pavorreal'. El nombre guajolote, usado en México, Honduras, y El Salvador, viene de la palabra náhuatl huexolotl. También es llamado gallipavo, chumpe, chumpipe,jolote,cócono,guanajo, totol, mulito, xolo, coronel, o tunda.
El pollo del pavo (el pavo joven) se llama pavipollo o pavezno.

### Otros idiomas europeos
En el idioma inglés, el pavo se llama turkey, nombre que comparte con el del país Turquía (Turkey en inglés). El lingüista Mario Pei propone dos posibles explicaciones para este hecho. Una teoría sugiere que cuando los europeos encontraron por primera vez pavos en América, los identificaron incorrectamente como una especie de pintada, que ya estaba siendo importada a Europa, a través de Estambul, por la nombrada Levant Company, una compañía privilegiada de la Inglaterra isabelina. Por lo tanto, las pintadas recibieron el apodo de turkey coqs ("gallos de Turquía"). El nombre del pavo pudo haberse convertido en turkey fowl ("aves de Turquía") o Indian turkey ("pavos indios"), que finalmente se acortó a turkey. 
Una segunda teoría surge de que los pavos llegaron a Inglaterra no directamente desde América, sino a través de barcos mercantes de Oriente Medio, donde fueron domesticados con éxito, y por lo tanto, el país de Turquía prestó su nombre al ave.
Otros nombres europeos para los pavos incorporan un origen indio supuesto, como dinde ('de India') en francés, индюшка (indyushka, 'ave de India') en ruso, indyk en polaco y ucraniano, y hindi ('indio') en turco. Se cree que esto se deriva de la supuesta creencia de Cristóbal Colón de que había llegado a India en lugar de América en su viaje. En portugués, un pavo es un peru; se cree que el nombre se deriva de 'Perú'.

## Registro fósil
Existen especímenes fósiles de Meleagridinae del Mioceno (hace aproximadamente 23 millones de años), como Rhegminornis (Mioceno inferior Estados Unidos) y Proagriocharis (Mioceno superior-Plioceno inferior).
El primero es probablemente un pavo basal, el otro un ave más contemporánea no muy similar a los pavos conocidos; ambos eran aves mucho más pequeñas. Se conoce un fósil de pavo no asignable a género pero similar a Meleagris del Mioceno tardío del Condado de Westmoreland (Virginia). En el género moderno Meleagris, se ha descrito un número considerable de especies, ya que los fósiles de pavo son robustos y se encuentran con bastante frecuencia, y los pavos muestran una gran variación entre individuos. Muchas de estas supuestas especies fósiles se consideran ahora sinónimos menores. Uno de ellos, el bien documentado pavo de California Meleagris californica, se extinguió lo suficientemente recientemente como para haber sido cazado por los primeros colonos humanos.  Se ha sugerido que su desaparición se debió a las presiones combinadas de la caza humana y el cambio climático al final del último periodo glaciar.
El fósil del Oligoceno Meleagris antiquus fue descrito por primera vez por Othniel Charles Marsh en 1871. Desde entonces ha sido reasignado al género Paracrax, interpretado primero como un crácido, y poco después como un bathornithid cariamiformes.

## Relación con el hombre

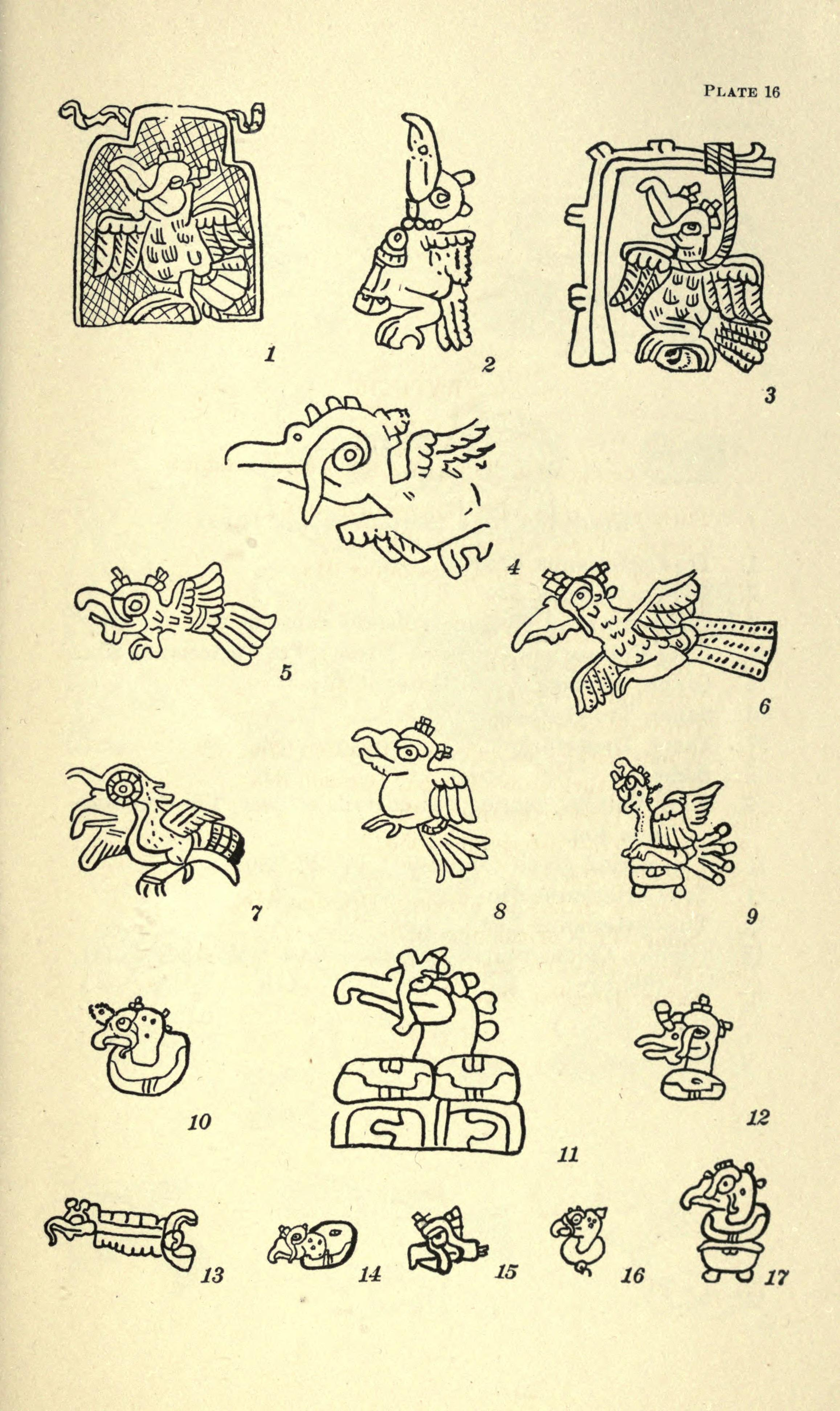
Representación de pavos ocelados en códices mayas según el libro de 1910, Animal Figures in the Maya codices (Figuras de animales en los códices mayas), de Alfred Tozzer y Glover Morrill Allen

El guajolote inicialmente se exportó de México a Europa en el siglo XVI vía España, donde ganaron popularidad inmediata entre las clases aristocráticas. El guajolote gallipavo o pavo salvaje se domesticó por primera vez en México hace ya más de mil años, a su vez a comienzo del siglo xx empezó a desaparecer en gran parte de Estados Unidos.
Actualmente la cría de pavos domésticos es una industria en gran escala en Norteamérica y Europa y el pavo es el plato preferido para celebraciones como la Navidad y el Día de Acción de Gracias en Estados Unidos.

## Etimología
«Pavo» proviene del latín pavus, «guajolote» es un nahuatlismo que deriva de la voz huexólotl (monstruo grande) y la cría del guajolote es llamada localmente «pípilo». Por su parte, «pisco» deriva del quechua pisqu (pájaro); los tres términos designan a las especies de este género. Por su parte, «Meleagris» proviene del griego antiguo μελεαγρίς, palabra que designaba a las gallinas de Guinea.